# Football à 5 aux Jeux paralympiques d'été de 2008
Navigation
Athènes 2004 Londres 2012
Les matchs de football à 5 aux Jeux paralympiques d'été de 2008 organisés à Pékin (Chine), se déroulent dans la Olympic Green Hockey Field du 7 septembre 2008 au 17 septembre 2008. Ce sport est joué par des athlètes ayant une déficience visuelle, avec une balle possédant un dispositif à l'intérieur générant du bruit.  
C'est la deuxième édition du football à 5 aux Jeux paralympiques.

## Villes et stades
| Olympic Green Hockey Field          |
| 40° 01′ 56″ N, 116° 07′ 54″ O       |
| Capacité : 17 000                   |
| Le stade Olympic Green Hockey Field |

## Qualification
L'Équipe du Brésil de football à 5 est le tenant du titre.
| Compétition                                  | Date | Lieu | Places | Qualifiés               |
| -------------------------------------------- | ---- | ---- | ------ | ----------------------- |
| Pays organisateur                            |      |      | 1      | Chine                   |
| Championnat du monde de football à 5 2006    | 2006 | ?    | 1      | Argentine               |
| Championnat d'Europe de football à 5 2007    | 2007 | ?    | 2      | Grande-Bretagne Espagne |
| Football à 5 aux jeux parapanaméricains 2007 | 2007 | ?    | 1      | Brésil                  |
| Football à 5 aux jeux parasiatiques 2006     | 2006 | ?    | 1      | Corée du Sud            |
| Total                                        |      |      | 6      |                         |

## Phase de groupe
| Rang | Équipe          | Pts | J | G | N | P | Bp | Bc | Diff |
| ---- | --------------- | --- | - | - | - | - | -- | -- | ---- |
| 1    | Chine           | 13  | 5 | 4 | 1 | 0 | 7  | 1  | +6   |
| 2    | Brésil          | 11  | 5 | 3 | 2 | 0 | 10 | 1  | +9   |
| 3    | Argentine       | 10  | 5 | 3 | 1 | 1 | 7  | 2  | +5   |
| 4    | Espagne         | 4   | 5 | 1 | 1 | 3 | 5  | 7  | -2   |
| 5    | Grande-Bretagne | 3   | 5 | 1 | 0 | 4 | 4  | 16 | -12  |
| 6    | Corée du Sud    | 1   | 5 | 0 | 1 | 4 | 3  | 10 | -7   |

|  | Qualifié pour la finale de la compétition.                                                                         |
|  | Pts points ; G victoires ; N match nuls ; P défaites Bp buts marqués ; Bc buts encaissés ; Diff différence de buts |

| 7 septembre 2008 | Argentine   | 2-0   | Espagne | Olympic Green Hockey Field, Pékin                 |                                                   |
| 9 h 30 CEST      | Velo 7e 34e | (1-0) |         | Spectateurs : 1 310 Arbitrage : Nelson Luis Glock | Spectateurs : 1 310 Arbitrage : Nelson Luis Glock |
| 9 h 30 CEST      | Rapport     |       |         | Spectateurs : 1 310 Arbitrage : Nelson Luis Glock | Spectateurs : 1 310 Arbitrage : Nelson Luis Glock |

| 7 septembre 2008 | Chine                   | 3-0   | Grande-Bretagne | Olympic Green Hockey Field, Pékin              |                                                |
| 11 h 30 CEST     | Wang 18e 38e · Chen 29e | (1-0) |                 | Spectateurs : 1 259 Arbitrage : Ilias Mastoras | Spectateurs : 1 259 Arbitrage : Ilias Mastoras |
| 11 h 30 CEST     | Rapport                 |       |                 | Spectateurs : 1 259 Arbitrage : Ilias Mastoras | Spectateurs : 1 259 Arbitrage : Ilias Mastoras |

| 7 septembre 2008 | Brésil                                  | 3-0   | Corée du Sud | Olympic Green Hockey Field, Pékin              |                                                |
| 13 h 30 CEST     | Goncalves 7e · Silva 24e · Oliveira 41e | (2-0) |              | Spectateurs : 1 210 Arbitrage : Ricardo Torino | Spectateurs : 1 210 Arbitrage : Ricardo Torino |
| 13 h 30 CEST     | Rapport                                 |       |              | Spectateurs : 1 210 Arbitrage : Ricardo Torino | Spectateurs : 1 210 Arbitrage : Ricardo Torino |

| 9 septembre 2008 | Corée du Sud | 1-2   | Grande-Bretagne          | Olympic Green Hockey Field, Pékin                 |                                                   |
| 9 h CEST         | Hur 26e      | (0-1) | Clarke 24e · Gribbin 40e | Spectateurs : 1 321 Arbitrage : Nelson Luis Glock | Spectateurs : 1 321 Arbitrage : Nelson Luis Glock |
| 9 h CEST         | Rapport      |       |                          | Spectateurs : 1 321 Arbitrage : Nelson Luis Glock | Spectateurs : 1 321 Arbitrage : Nelson Luis Glock |

| 9 septembre 2008 | Brésil        | 1-0   | Espagne | Olympic Green Hockey Field, Pékin                   |                                                     |
| 11 h CEST        | Goncalves 28e | (0-0) |         | Spectateurs : 1 890 Arbitrage : Jean Luc Lescouezec | Spectateurs : 1 890 Arbitrage : Jean Luc Lescouezec |
| 11 h CEST        | Rapport       |       |         | Spectateurs : 1 890 Arbitrage : Jean Luc Lescouezec | Spectateurs : 1 890 Arbitrage : Jean Luc Lescouezec |

| 9 septembre 2008 | Argentine | 0-1   | Chine               | Olympic Green Hockey Field, Pékin              |                                                |
| 13 h CEST        |           | (0-1) | Rodriguez 23e (csc) | Spectateurs : 1 840 Arbitrage : Ilias Mastoras | Spectateurs : 1 840 Arbitrage : Ilias Mastoras |
| 13 h CEST        | Rapport   |       |                     | Spectateurs : 1 840 Arbitrage : Ilias Mastoras | Spectateurs : 1 840 Arbitrage : Ilias Mastoras |

| 11 septembre 2008 | Argentine | 0-0   | Brésil | Olympic Green Hockey Field, Pékin              |                                                |
| 9 h CEST          |           | (0-0) |        | Spectateurs : 1 550 Arbitrage : Ilias Mastoras | Spectateurs : 1 550 Arbitrage : Ilias Mastoras |
| 9 h CEST          | Rapport   |       |        | Spectateurs : 1 550 Arbitrage : Ilias Mastoras | Spectateurs : 1 550 Arbitrage : Ilias Mastoras |

| 11 septembre 2008 | Corée du Sud | 0-1   | Chine         | Olympic Green Hockey Field, Pékin              |                                                |
| 11 h CEST         |              | (0-1) | Li 13e (pen.) | Spectateurs : 1 995 Arbitrage : Ricardo Torino | Spectateurs : 1 995 Arbitrage : Ricardo Torino |
| 11 h CEST         | Rapport      |       |               | Spectateurs : 1 995 Arbitrage : Ricardo Torino | Spectateurs : 1 995 Arbitrage : Ricardo Torino |

| 11 septembre 2008 | Grande-Bretagne | 1-3   | Espagne                                       | Olympic Green Hockey Field, Pékin                 |                                                   |
| 13 h CEST         | Clarke 29e      | (0-0) | Cuadrado 37e (pen.) · Rosado 43e · Martín 44e | Spectateurs : 2 021 Arbitrage : Nelson Luis Glock | Spectateurs : 2 021 Arbitrage : Nelson Luis Glock |
| 13 h CEST         | Rapport         |       |                                               | Spectateurs : 2 021 Arbitrage : Nelson Luis Glock | Spectateurs : 2 021 Arbitrage : Nelson Luis Glock |

| 13 septembre 2008 | Chine     | 1-0   | Espagne | Olympic Green Hockey Field, Pékin                   |                                                     |
| 9 h CEST          | Zheng 50e | (0-0) |         | Spectateurs : 1 699 Arbitrage : Jean Luc Lescouezec | Spectateurs : 1 699 Arbitrage : Jean Luc Lescouezec |
| 9 h CEST          | Rapport   |       |         | Spectateurs : 1 699 Arbitrage : Jean Luc Lescouezec | Spectateurs : 1 699 Arbitrage : Jean Luc Lescouezec |

| 13 septembre 2008 | Grande-Bretagne | 0-5   | Brésil                                                             | Olympic Green Hockey Field, Pékin              |                                                |
| 11 h CEST         |                 | (0-4) | Silva 1re · Oliveira 12e · Ahmed 16e (csc) · Alves 24e · Alves 26e | Spectateurs : 1 277 Arbitrage : Ilias Mastoras | Spectateurs : 1 277 Arbitrage : Ilias Mastoras |
| 11 h CEST         | Rapport         |       |                                                                    | Spectateurs : 1 277 Arbitrage : Ilias Mastoras | Spectateurs : 1 277 Arbitrage : Ilias Mastoras |

| 13 septembre 2008 | Argentine              | 2-0   | Corée du Sud | Olympic Green Hockey Field, Pékin                 |                                                   |
| 13 h CEST         | Figueroa 8e · Velo 48e | (1-0) |              | Spectateurs : 2 398 Arbitrage : Nelson Luis Glock | Spectateurs : 2 398 Arbitrage : Nelson Luis Glock |
| 13 h CEST         | Rapport                |       |              | Spectateurs : 2 398 Arbitrage : Nelson Luis Glock | Spectateurs : 2 398 Arbitrage : Nelson Luis Glock |

| 15 septembre 2012 | Argentine                   | 3-1   | Grande-Bretagne | Olympic Green Hockey Field, Pékin              |                                                |
| 9 h CEST          | Velo 25e 50e · Figueroa 33e | (1-0) | Greatbatch 28e  | Spectateurs : 1 117 Arbitrage : Ilias Mastoras | Spectateurs : 1 117 Arbitrage : Ilias Mastoras |
| 9 h CEST          | Rapport                     |       |                 | Spectateurs : 1 117 Arbitrage : Ilias Mastoras | Spectateurs : 1 117 Arbitrage : Ilias Mastoras |

| 15 septembre 2012 | Espagne                      | 2-2   | Corée du Sud             | Olympic Green Hockey Field, Pékin              |                                                |
| 11 h CEST         | Martín 31e (pen.) 43e (pen.) | (0-0) | Kim 35e (pen.) · Lee 46e | Spectateurs : 1 376 Arbitrage : Ricardo Torino | Spectateurs : 1 376 Arbitrage : Ricardo Torino |
| 11 h CEST         | Rapport                      |       |                          | Spectateurs : 1 376 Arbitrage : Ricardo Torino | Spectateurs : 1 376 Arbitrage : Ricardo Torino |

| 15 septembre 2012 | Chine    | 1-1   | Brésil    | Olympic Green Hockey Field, Pékin                   |                                                     |
| 13 h CEST         | Wang 33e | (0-1) | Alves 22e | Spectateurs : 1 310 Arbitrage : Jean Luc Lescouezec | Spectateurs : 1 310 Arbitrage : Jean Luc Lescouezec |
| 13 h CEST         | Rapport  |       |           | Spectateurs : 1 310 Arbitrage : Jean Luc Lescouezec | Spectateurs : 1 310 Arbitrage : Jean Luc Lescouezec |

## Le classement

### 5e-6eplace
| 17 septembre 2012 | Grande-Bretagne | 1-1 (1 – 0 tab) | Corée du Sud     | Olympic Green Hockey Field, Pékin              |                                                |
| 9 h CEST          | Clarke 48e      | (0-1)           | Ho 17e           | Spectateurs : 1 057 Arbitrage : Ricardo Torino | Spectateurs : 1 057 Arbitrage : Ricardo Torino |
| 9 h CEST          | Rapport         |                 |                  | Spectateurs : 1 057 Arbitrage : Ricardo Torino | Spectateurs : 1 057 Arbitrage : Ricardo Torino |
| 9 h CEST          | Seal · Clarke   | Tirs au but     | Kim · Kim · Park | Spectateurs : 1 057 Arbitrage : Ricardo Torino | Spectateurs : 1 057 Arbitrage : Ricardo Torino |

### Match pour la troisième place
| 17 septembre 2012 | Argentine                | 1-1 (1 – 0 tab) | Espagne                 | Olympic Green Hockey Field, Pékin |                               |
| 11 h CEST         | Velo 42e                 | (0-1)           | Martín 1re              | Arbitrage : Nelson Luis Glock     | Arbitrage : Nelson Luis Glock |
| 11 h CEST         | Rapport                  |                 |                         | Arbitrage : Nelson Luis Glock     | Arbitrage : Nelson Luis Glock |
| 11 h CEST         | Velo · Figueroa · Cerega | Tirs au but     | Lopez · Acosta · Martín | Arbitrage : Nelson Luis Glock     | Arbitrage : Nelson Luis Glock |

### Finale
| 17 septembre 2008 | Chine    | 1-2   | Brésil                               | Olympic Green Hockey Field, Pékin              |                                                |
| 13 h 30 CEST      | Wang 24e | (1-0) | Alves 30e (pen.) · Felipe 50e (pen.) | Spectateurs : 2 317 Arbitrage : Ilias Mastoras | Spectateurs : 2 317 Arbitrage : Ilias Mastoras |
| 13 h 30 CEST      | Rapport  |       |                                      | Spectateurs : 2 317 Arbitrage : Ilias Mastoras | Spectateurs : 2 317 Arbitrage : Ilias Mastoras |

### Classement des équipes
| Rang | Équipe          | MJ | V-N-D |
| ---- | --------------- | -- | ----- |
| 1    | Brésil          | 6  | 4-2-0 |
| 2    | Chine           | 6  | 4-1-1 |
| 3    | Argentine       | 6  | 3-2-1 |
| 4    | Espagne         | 6  | 1-2-3 |
| 5    | Grande-Bretagne | 6  | 1-1-4 |
| 6    | Corée du Sud    | 6  | 0-2-4 |

## Statistiques

### Classement des buteurs
| 5 buts - Velo 4 buts - Alves 3 buts - Wang - Martín - Clarke 2 buts - Velo - Goncalves - Silva - Oliveira - Zheng 1 but - Felipe - Chen - Li - Zheng - Wang - Cuadrado - Rosado - Gribbin - Greatbatch - Hur - Kim - Lee - Ho 2 buts contre son camp - Rodriguez contre la Chine - Ahmed contre le Brésil |

### Avertissements
| cartons jaunes 2 cartons jaunes - Aguilar - Clarke 1 carton jaune - Hachache - Ramos - Acosta - Martín - Pugh - Gribbin - Seal - Lee - Hur - Kim |